# Подвійний язичок
Подвійна тростина або подвійний язичок — це тип тростини, що використовується для створення звуку в різних духових інструментах. На відміну від інструментів з одинарною тростиною, де повітря спрямовується на одну пластинку очерету, що вібрує об мундштук і створює звук, подвійна тростина складається з двох очеретяних пластин, які вібрують одна об одну. У тих інструментах, де тростина повністю відкрита, музикант може керувати потоком повітря та звуком за допомогою амбушура — охоплюючи тростину з верхнього, нижнього та бокових боків. Термін подвійні тростини також використовується для позначення класу духових інструментів, які працюють на основі подвійної тростини. До них належать, зокрема, гобой, фагот, англійський ріжок, а також традиційні інструменти, такі як сопіла та шалмей.